# Lista de recordes brasileiros da natação
Os recordes brasileiros da natação são os registros das performances mais rápidas dos nadadores brasileiros em piscinas longas (50m) e curtas (25m), reconhecidos e ratificados pela Confederação Brasileira de Desportos Aquáticos (CBDA)
Os recordes reconhecidos referem-se as seguintes modalidades:
- freestyle = livre
- backstroke = costas
- breaststroke = peito
- butterfly = borboleta
- medley = medley

## Piscina Longa (50m)

### Masculino
| Estilo Nado    | Metros | Atleta(s)                                                        | Clube             | Tempo    |                       | Data                  | Evento                             | Local                                |
| -------------- | ------ | ---------------------------------------------------------------- | ----------------- | -------- | --------------------- | --------------------- | ---------------------------------- | ------------------------------------ |
| Livre          | 50     | César Cielo                                                      | EC Pinheiros      | 20.91    | Recorde mundial       | 18/12/2009            | Brasil Open                        | São Paulo - Brasil                   |
| Livre          | 100    | César Cielo                                                      | Brasil            | 46.91    | Recorde da América    | 30/07/2009            | Campeonato Mundial                 | Roma - Itália                        |
| Livre          | 200    | Fernando Scheffer                                                | Brasil            | 1'44.66  | Recorde sul-americano | 27/07/2021            | Jogos Olímpicos                    | Tóquio - Japão                       |
| Livre          | 400    | Ghilherme Costa                                                  | Brasil            | 3'43.31  | Recorde sul-americano | 18/06/2022            | Campeonato Mundial                 | Budapeste - Hungria                  |
| Livre          | 800    | Guilherme Costa                                                  | Brasil            | 7'45.48  | Recorde sul-americano | 21/06/2022            | Campeonato Mundial                 | Budapeste - Hungria                  |
| Livre          | 1500   | Guilherme Costa                                                  | Brasil            | 14'48.53 | Recorde sul-americano | 25/06/2022            | Campeonato Mundial                 | Budapeste - Hungria                  |
| Costas         | 50     | Daniel Orzechowski                                               | EC Pinheiros      | 24.44    | Recorde sul-americano | 24/04/2012            | Troféu Maria Lenk                  | Rio de Janeiro - Brasil              |
| Costas         | 100    | Guilherme Guido                                                  | Brasil            | 52.95    | Recorde sul-americano | 21/07/2019            | Campeonato Mundial                 | Gwangju - Coreia do Sul              |
| Costas         | 200    | Leonardo de Deus                                                 | Brasil            | 1'57.00  |                       | 10/08/2016            | Jogos Olímpicos                    | Rio de Janeiro - Brasil              |
| Peito          | 50     | João Gomes Júnior                                                | Brasil            | 26.33    | Recorde da América    | 09/06/2019            | Mare Nostrum                       | Monte Carlo - Mónaco                 |
| Peito          | 100    | Felipe França                                                    | Brasil            | 59.01    | Recorde sul-americano | 06/08/2016            | Jogos Olímpicos                    | Rio de Janeiro - Brasil              |
| Peito          | 200    | Henrique Barbosa                                                 | EC Pinheiros      | 2'08.44  | Recorde sul-americano | 06/05/2009            | Troféu Maria Lenk                  | Rio de Janeiro - Brasil              |
| Borboleta      | 50     | Nicholas Santos                                                  | Brasil            | 22.60    | Recorde sul-americano | 11/05/2019            | Copa dos Campeões                  | Budapeste - Hungria                  |
| Borboleta      | 100    | Gabriel Mangabeira                                               | EC Pinheiros      | 51.02    |                       | 31/07/2009            | Campeonato Mundial                 | Roma - Itália                        |
| Borboleta      | 200    | Kaio Márcio de Almeida                                           | Minas Tênis Clube | 1'53.92  | Recorde sul-americano | 08/05/2009            | Troféu Maria Lenk                  | Rio de Janeiro - Brasil              |
| Medley         | 200    | Thiago Pereira                                                   | Minas Tênis Clube | 1'55.55  | Recorde sul-americano | 30/07/2009            | Campeonato Mundial                 | Roma - Itália                        |
| Medley         | 400    | Thiago Pereira, Thiago Pereira                                   | Brasil, Brasil    | 4'08.86  | Recorde sul-americano | 30/07/2009 28/07/2012 | Campeonato Mundial Jogos Olímpicos | Roma - Itália, Londres - Reino Unido |
| Rev. Livre 4x  | 50     | Nicholas Santos César Cielo Bruno Fratus Nicolas Oliveira        | EC Pinheiros      | 1'26.12  | Recorde sul-americano | 18/12/2009            | Troféu Maria Lenk                  | São Paulo - Brasil                   |
| Rev. Livre 4x  | 100    | Gabriel Santos Marcelo Chierighini César Cielo Bruno Fratus      | Brasil            | 3'10.34  | Recorde sul-americano | 23/07/2017            | Campeonato Mundial                 | Budapeste - Hungria                  |
| Rev. Livre 4x  | 200    | Fernando Scheffer Vinícius Assunção Murilo Sartori Breno Correia | Brasil            | 7'04.69  | Recorde sul-americano | 23/06/2022            | Campeonato Mundial                 | Budapeste - Hungria                  |
| Rev. Medley 4x | 50     | Henrique Rodrigues Thiago Pereira Nicholas Santos César Cielo    | CR Flamengo       | 1'40.33  | Recorde sul-americano | 11/06/11              | Campeonato Carioca de Natação      | Rio de Janeiro - Brasil              |
| Rev. Medley 4x | 100    | Guilherme Guido Henrique Barbosa Gabriel Mangabeira César Cielo  | Brasil            | 3'29.16  | Recorde sul-americano | 02/08/2009            | Campeonato Mundial                 | Roma - Itália                        |

### Feminino
| Estilo Nado    | Metros | Atleta(s)                                                             | Clube             | Tempo    |                       | Data       | Evento              | Local                   |
| -------------- | ------ | --------------------------------------------------------------------- | ----------------- | -------- | --------------------- | ---------- | ------------------- | ----------------------- |
| Livre          | 50     | Etiene Medeiros                                                       | Brasil            | 24.45    | Recorde sul-americano | 12/08/2016 | Jogos Olímpicos     | Rio de Janeiro - Brasil |
| Livre          | 100    | Larissa Oliveira                                                      | EC Pinheiros      | 54.03    | Recorde sul-americano | 19/04/2016 | Troféu Maria Lenk   | Rio de Janeiro - Brasil |
| Livre          | 200    | Manuella Lyrio                                                        | Brasil            | 1'57.50  | Recorde sul-americano | 08/08/2016 | Jogos Olímpicos     | Rio de Janeiro - Brasil |
| Livre          | 400    | Gabrielle Roncatto                                                    | Brasil            | 4'08.91  |                       | 25/05/2022 | Mare Nostrum        | Barcelona - Espanha     |
| Livre          | 800    | Viviane Jungblut                                                      | GNU               | 8'29.30  |                       | 07/12/2021 | Torneio Open        | Rio de Janeiro - Brasil |
| Livre          | 1500   | Beatriz Dizioti                                                       | Brasil            | 16:05.25 |                       | 20/06/2022 | Campeonato Mundial  | Budapeste - Hungria     |
| Costas         | 50     | Etiene Medeiros                                                       | Brasil            | 27.14    | Recorde sul-americano | 27/07/2017 | Campeonato Mundial  | Budapeste - Hungria     |
| Costas         | 100    | Etiene Medeiros                                                       | Brasil            | 59.61    | Recorde sul-americano | 17/07/2015 | Jogos Panamericanos | Toronto - Canadá        |
| Costas         | 200    | Fernanda de Goeij                                                     | Brasil            | 2'11.95  | Recorde sul-americano | 07/08/2019 | Jogos Panamericanos | Lima - Peru             |
| Peito          | 50     | Jhennifer Conceição                                                   | Brasil            | 30.28    | Recorde sul-americano | 24/06/2022 | Campeonato Mundial  | Budapeste - Hungria     |
| Peito          | 100    | Jhennifer Conceição                                                   | EC Pinheiros      | 1'07.12  |                       | 04/04/2022 | Troféu Brasil       | Rio de Janeiro - Brasil |
| Peito          | 200    | Carolina Mussi                                                        | EC Pinheiros      | 2'27.42  |                       | 06/05/2009 | Troféu Maria Lenk   | Rio de Janeiro - Brasil |
| Borboleta      | 50     | Daynara de Paula                                                      | Minas Tênis Clube | 25.85    | Recorde sul-americano | 31/07/2009 | Campeonato Mundial  | Roma - Itália           |
| Borboleta      | 100    | Gabriella Silva                                                       | EC Pinheiros      | 56.94    | Recorde sul-americano | 27/07/2009 | Campeonato Mundial  | Roma - Itália           |
| Borboleta      | 200    | Joanna Maranhão                                                       | UNISANTA          | 2'09.22  | Recorde sul-americano | 04/05/2017 | Troféu Maria Lenk   | Rio de Janeiro - Brasil |
| Medley         | 200    | Joanna Maranhão                                                       | Brasil            | 2'11.24  | Recorde sul-americano | 23/07/2017 | Campeonato Mundial  | Budapeste - Hungria     |
| Medley         | 400    | Joanna Maranhão                                                       | Brasil            | 4'38.07  |                       | 16/07/2015 | Jogos Panamericanos | Toronto - Canadá        |
| Rev. Livre 4x  | 50     | Flávia Delaroli Julyana Kury Michelle Lenhardt Tatiana Lemos          | EC Pinheiros      | 1'40.63  | Recorde sul-americano | 03/09/2009 | Troféu José Finkel  | Palhoça - Brasil        |
| Rev. Livre 4x  | 100    | Larissa Oliveira Graciele Herrmann Etiene Medeiros Daynara de Paula   | Brasil            | 3'37.39  | Recorde sul-americano | 14/07/2015 | Jogos Panamericanos | Toronto - Canadá        |
| Rev. Livre 4x  | 200    | Manuella Lyrio Jéssica Cavalheiro Gabrielle Roncatto Larissa Oliveira | Brasil            | 7'55.68  | Recorde sul-americano | 06/08/2016 | Jogos Olimpícos     | Rio de Janeiro - Brasil |
| Rev. Medley 4x | 50     | Gisele Pereira Julyana Kury Monique Ferreira Michelle Lenhardt        | EC Pinheiros      | 1'58.27  | Recorde sul-americano | 11/09/2009 | Copa Mercosul       | Curitiba - Brasil       |
| Rev. Medley 4x | 100    | Fabíola Molina Carolina Mussi Gabriella Silva Tatiana Lemos           | Brasil            | 3'58.49  | Recorde sul-americano | 01/08/2009 | Campeonato Mundial  | Roma - Itália           |

### Misto
| Estilo Nado    | Metros | Atletas                                                                 | Clube  | Tempo   |                       | Data       | Evento             | Local                   |
| -------------- | ------ | ----------------------------------------------------------------------- | ------ | ------- | --------------------- | ---------- | ------------------ | ----------------------- |
| Rev. Livre 4x  | 100    | Gabriel Santos Vinicius Assunção Giovanna Diamante Stephanie Balduccini | Brasil | 3'24.78 | Recorde sul-americano | 24/06/2022 | Campeonato Mundial | Budapeste - Hungria     |
| Rev. Medley 4x | 100    | Guilherme Basseto Felipe Lima Giovanna Diamante Larissa Oliveira        | Brasil | 3'45.51 | Recorde sul-americano | 25/04/2021 | Seletiva Olímpica  | Rio de Janeiro - Brasil |

## Piscina Curta (25m)

### Masculino
| Estilo Nado    | Metro | Atletas                                                                  | Clube        | Tempo    |                       | Data       | Evento                    | Local                          |
| -------------- | ----- | ------------------------------------------------------------------------ | ------------ | -------- | --------------------- | ---------- | ------------------------- | ------------------------------ |
| Livre          | 50    | César Cielo                                                              | Brasil       | 20.51    | Recorde sul-americano | 17/12/2010 | Campeonato Mundial        | Dubai - Emirados Árabes Unidos |
| Livre          | 100   | César Cielo                                                              | Brasil       | 45.74    | Recorde sul-americano | 19/12/2010 | Campeonato Mundial        | Dubai - Emirados Árabes Unidos |
| Livre          | 200   | Fernando Scheffer                                                        | MTC          | 1'41.32  | Recorde sul-americano | 16/09/2022 | Troféu Maria Lenk         | Recife - Brasil                |
| Livre          | 400   | Fernando Scheffer                                                        | Brasil       | 3'39.10  |                       | 11/12/2018 | Campeonato Mundial        | Hangzhou - China               |
| Livre          | 800   | Guilherme Costa                                                          | Unisanta     | 7'41.23  | Recorde sul-americano | 17/09/2022 | Troféu José Finkel        | Recife - Brasil                |
| Livre          | 1500  | Guilherme Costa                                                          | Unisanta     | 14'39.42 | Recorde sul-americano | 14/09/2022 | Troféu José Finkel        | Recife - Brasil                |
| Costas         | 50    | Guilherme Guido                                                          | London Roar  | 22.55    | Recorde sul-americano | 26/10/2019 | ISL                       | Budapeste - Hungria            |
| Costas         | 100   | Guilherme Guido                                                          | London Roar  | 48.95    | Recorde sul-americano | 03/09/2021 | ISL                       | Nápoles - Itália               |
| Costas         | 200   | Leonardo de Deus                                                         | Corinthians  | 1'51.51  |                       | 15/09/2016 | Troféu José Finkel        | Santos - Brasil                |
| Peito          | 50    | Felipe França                                                            | Brasil       | 25.63    | Recorde sul-americano | 07/12/2014 | Campeonato Mundial        | Doha - Catar                   |
| Peito          | 100   | Felipe França                                                            | EC Pinheiros | 56.25    | Recorde sul-americano | 04/07/2014 | Troféu José Finkel        | Guaratinguetá - Brasil         |
| Peito          | 200   | Thiago Simon                                                             | Corinthians  | 2'02.58  | Recorde sul-americano | 13/07/2016 | Troféu José Finkel        | Santos - Brasil                |
| Borboleta      | 50    | Nicholas Santos                                                          | Brasil       | 21.75    | Recorde mundial       | 06/08/2018 | Copa do Mundo de Natação  | Budapeste - Hungria            |
| Borboleta      | 100   | Kaio Márcio de Almeida                                                   | Brasil       | 49.44    | Recorde sul-americano | 11/11/2009 | Copa do Mundo de Natação  | Estocolmo - Suécia             |
| Borboleta      | 200   | Kaio Márcio de Almeida                                                   | Brasil       | 1'49.11  | Recorde sul-americano | 10/11/2009 | Copa do Mundo de Natação  | Estocolmo - Suécia             |
| Medley         | 100   | Caio Pumputis                                                            | EC Pinheiros | 51.83    | Recorde sul-americano | 28/08/2018 | Camp. Brasileiro Absoluto | São Paulo - Brasil             |
| Medley         | 200   | Leonardo Coelho Santos                                                   | Team Iron    | 1'52.06  | Recorde sul-americano | 15/11/2020 | ISL                       | Budapeste - Hungria            |
| Medley         | 400   | Thiago Pereira                                                           | Brasil       | 4'00.63  | Recorde sul-americano | 17/11/2007 | Copa do Mundo de Natação  | Berlim - Alemanha              |
| Rev. Livre 4x  | 100   | Matheus Santana Marcelo Chierighini César Cielo Breno Correia            | Brasil       | 3'05.15  | Recorde sul-americano | 11/12/2018 | Campeonato Mundial        | Hangzhou - China               |
| Rev. Livre 4x  | 200   | Luiz Altamir Melo Fernando Scheffer Leonardo Coelho Santos Breno Correia | Brasil       | 6'46.81  | Recorde mundial       | 14/12/2018 | Campeonato Mundial        | Hangzhou - China               |
| Rev. Medley 4x | 50    | Guilherme Guido Felipe França Nicholas Santos César Cielo                | Brasil       | 1'30.51  | Recorde da América    | 04/12/2014 | Campeonato Mundial        | Doha - Catar                   |
| Rev. Medley 4x | 100   | Guilherme Guido Felipe França Marcos Macedo César Cielo                  | Brasil       | 3'21.14  | Recorde sul-americano | 07/12/2014 | Campeonato Mundial        | Doha - Catar                   |

### Feminino
| Estilo Nado    | Metros | Atleta(s)                                                              | Clube        | Tempo    |                       | Data       | Evento                   | Local              |
| -------------- | ------ | ---------------------------------------------------------------------- | ------------ | -------- | --------------------- | ---------- | ------------------------ | ------------------ |
| Livre          | 50     | Etiene Medeiros                                                        | Brasil       | 23.76    | Recorde sul-americano | 16/12/2018 | Campeonato Mundial       | Hangzhou - China   |
| Livre          | 100    | Larissa Oliveira                                                       | EC Pinheiros | 52.45    | Recorde sul-americano | 26/08/2018 | Troféu José Finkel       | São Paulo - Brasil |
| Livre          | 200    | Larissa Oliveira                                                       | EC Pinheiros | 1:54.50  | Recorde sul-americano | 27/08/2018 | Troféu José Finkel       | São Paulo - Brasil |
| Livre          | 400    | Maria Heitmann                                                         | Unisanta     | 4'03.45  | Recorde sul-americano | 16/09/2022 | Troféu José Finkel       | Recife - Brasil    |
| Livre          | 800    | Viviane Jungblut                                                       | GNU          | 8'19.57  |                       | 14/09/2016 | Troféu José Finkel       | Santos - Brasil    |
| Livre          | 1500   | Beatriz Dizioti                                                        | Brasil       | 15:48.82 |                       | 29/10/2022 | Copa do Mundo de Natação | Toronto - Canadá   |
| Costas         | 50     | Etiene Medeiros                                                        | Brasil       | 25.67    | Recorde sul-americano | 07/12/2014 | Campeonato Mundial       | Doha - Catar       |
| Costas         | 100    | Etiene Medeiros                                                        | Brasil       | 57.13    | Recorde sul-americano | 03/12/2014 | Campeonato Mundial       | Doha - Catar       |
| Costas         | 200    | Alexia Assunção                                                        | SESI-SP      | 2'07.30  |                       | 04/09/2022 | Troféu José Finkel       | Recife - Brasil    |
| Peito          | 50     | Jhennifer Conceição                                                    | EC Pinheiros | 29.87    | Recorde sul-americano | 15/09/2022 | Troféu José Finkel       | Recife - Brasil    |
| Peito          | 100    | Jhennifer Conceição                                                    | EC Pinheiros | 1'05.69  |                       | 24/08/2018 | Troféu José Finkel       | São Paulo - Brasil |
| Peito          | 200    | Gabrielle Assis                                                        | Corinthians  | 2'22.56  |                       | 17/09/2022 | Troféu Maria Lenk        | Recife - Brasil    |
| Borboleta      | 50     | Daynara de Paula                                                       | Brasil       | 25.54    | Recorde sul-americano | 04/12/2014 | Campeonato Mundial       | Doha - Catar       |
| Borboleta      | 100    | Daiene Dias                                                            | Brasil       | 56.31    | Recorde sul-americano | 16/12/2018 | Campeonato Mundial       | Hangzhou - China   |
| Borboleta      | 200    | Joanna Maranhão                                                        | Brasil       | 2'04.01  | Recorde sul-americano | 07/11/2009 | Copa do Mundo de Natação | Moscou - Rússia    |
| Medley         | 100    | Joanna Maranhão                                                        | EC Pinheiros | 1'00.21  | Recorde sul-americano | 13/09/2016 | Troféu José Finkel       | Santos - Brasil    |
| Medley         | 200    | Joanna Maranhão                                                        | Brasil       | 2'09.03  | Recorde sul-americano | 06/11/2009 | Copa do Mundo de Natação | Moscou - Rússia    |
| Medley         | 400    | Joanna Maranhão                                                        | Brasil       | 4'26.98  | Recorde sul-americano | 07/11/2009 | Copa do Mundo de Natação | Moscou - Rússia    |
| Rev. Livre 4x  | 50     | Daiane Oliveira Larissa Oliveira Alessandra Marchioro Daynara de Paula | Brasil       | 1'38.78  | Recorde sul-americano | 07/12/2014 | Campeonato Mundial       | Doha - Catar       |
| Rev. Livre 4x  | 100    | Larissa Oliveira Daynara de Paula Daiane Oliveira Alessandra Marchioro | Brasil       | 3'33.93  | Recorde sul-americano | 05/12/2014 | Campeonato Mundial       | Doha - Catar       |
| Rev. Livre 4x  | 200    | Ana Carolina Vieira Camila Mello Andressa Cholodovskis Maria Heitmann  | MTC          | 7'50.57  | Recorde sul-americano | 25/08/2018 | Troféu José Finkel       | São Paulo - Brasil |
| Rev. Medley 4x | 50     | Etiene Medeiros Ana Carla Carvalho Daynara de Paula Larissa Oliveira   | Brasil       | 1'46.47  | Recorde sul-americano | 05/12/2014 | Campeonato Mundial       | Doha - Catar       |
| Rev. Medley 4x | 100    | Fabíola Molina Beatriz Travalon Daynara de Paula Larissa Oliveira      | Brasil       | 3'57.66  | Recorde sul-americano | 14/12/2012 | Campeonato Mundial       | Istambul - Turquia |

### Misto
| Estilo Nado    | Metros | Atletas                                                        | Clube  | Tempo   |                       | Data       | Evento             | Local        |
| -------------- | ------ | -------------------------------------------------------------- | ------ | ------- | --------------------- | ---------- | ------------------ | ------------ |
| Rev. Livre 4x  | 50     | César Cielo João de Lucca Etiene Medeiros Larissa Oliveira     | Brasil | 1'29.17 | Recorde sul-americano | 06/12/2014 | Campeonato Mundial | Doha - Catar |
| Rev. Medley 4x | 50     | Etiene Medeiros Felipe França Nicholas Santos Larissa Oliveira | Brasil | 1'37.26 | Recorde sul-americano | 04/12/2014 | Campeonato Mundial | Doha - Catar |